# Rozrzutka

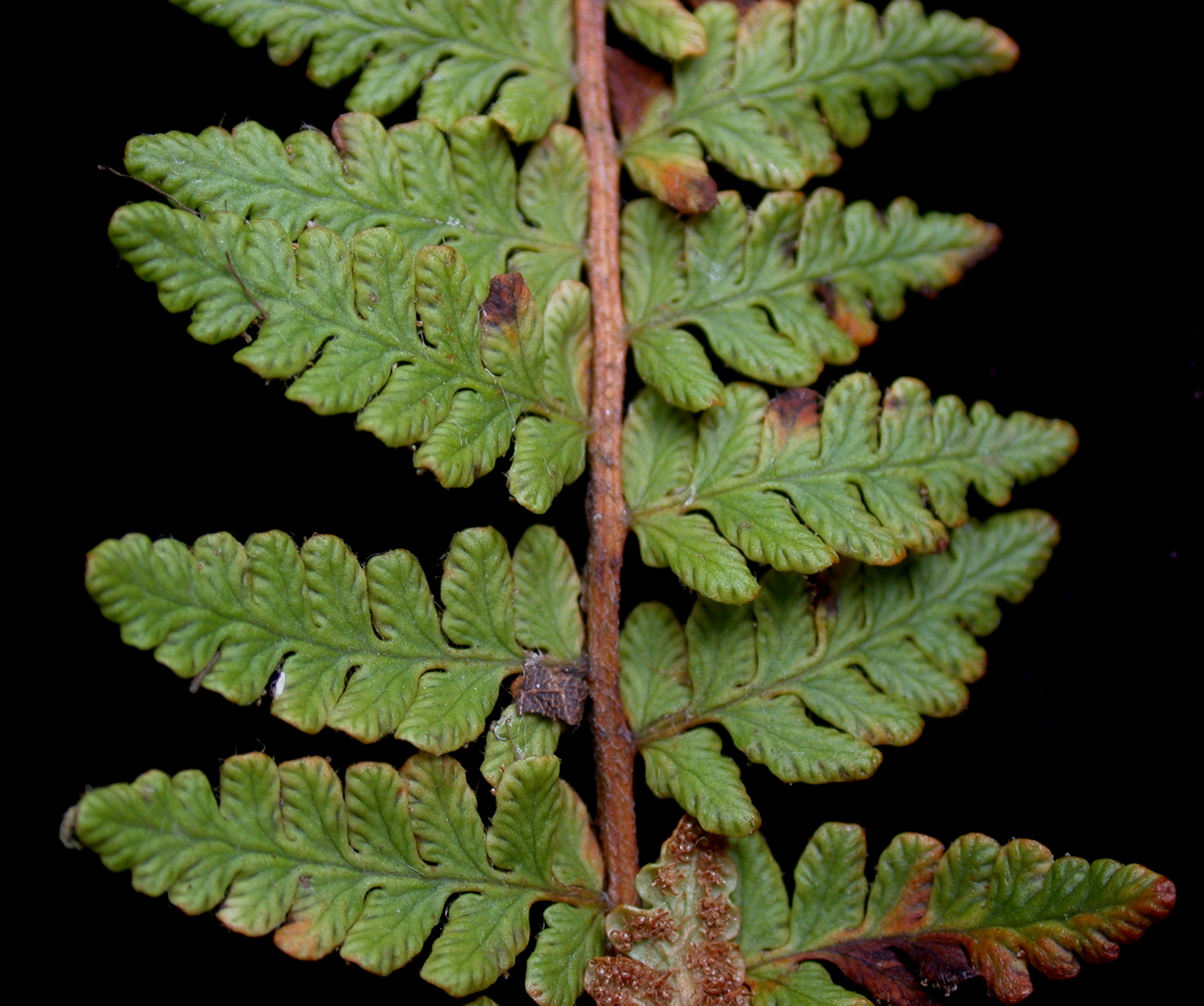
Liść rozrzutki brunatnej

Rozrzutka (Woodsia R.Br.) – rodzaj roślin z rodziny rozrzutkowatych (Woodsiaceae). Obejmuje ok. 30 gatunków (w przypadku wyodrębnienia rodzaju Physematium Kaulf.) lub 54 gatunki w przypadku szerokiego ujęcia. Występują głównie w strefie umiarkowanej półkuli północnej oraz na obszarach górskich w strefie międzyzwrotnikowej. Są to w większości paprocie niewielkie, rosnące na skałach. W Polsce rosną trzy gatunki: rozrzutka alpejska W. alpina, brunatna W. ilvensis i nadobna W. pulchella.
Naukowa nazwa rodzajowa upamiętnia angielskiego botanika Josepha Woodsa.

## Systematyka
Pozycja systematyczna
W systemie PPG I z 2016 rodzaj klasyfikowany jest do monotypowej w tym ujęciu rodziny rozrzutkowatych Woodsiaceae. Rodzaj bywa zaliczany także do szeroko ujmowanych zanokcicowatych Aspleniaceae.
Samo ujęcie rodzaju bywa różne – w szerokim obejmuje ponad 50 gatunków (tak jest klasyfikowany m.in. w systemie PPGI i w bazie Plants of the World Online), albo grupa ok. 20 gatunków wyodrębniana bywa w osobny rodzaj Physematium Kaulf.
Wykaz gatunków (szerokie ujęcie)
- Woodsia × abbeae Butters
- Woodsia alpina (Bolton) Gray – rozrzutka alpejska
- Woodsia andersonii (Bedd.) Christ
- Woodsia angolensis Schelpe
- Woodsia appalachiana T.M.C.Taylor
- Woodsia asiatica Kiselev & Shmakov
- Woodsia burgessiana Gerrard ex Hook. & Baker
- Woodsia calcarea (Fomin) Shmakov
- Woodsia canescens (Kunze) Mett.
- Woodsia cinnamomea Christ
- Woodsia cochisensis Windham
- Woodsia cycloloba Hand.-Mazz.
- Woodsia cystopteroides Windham & Mickel
- Woodsia elongata Hook.
- Woodsia fragilis (Trevis.) T.Moore – rozrzutka krucha
- Woodsia glabella R.Br.
- Woodsia gorovoii Krestsch. & Shmakov
- Woodsia × gracilis (G.Lawson) Butters
- Woodsia guizhouensis P.S.Wang, Q.Luo & Li Bing Zhang
- Woodsia hancockii Baker
- Woodsia heterophylla (Turcz. ex Fomin) Shmakov
- Woodsia ilvensis (L.) R.Br. – rozrzutka brunatna
- Woodsia indusiosa Christ
- Woodsia kangdingensis H.S.Kung, Li Bing Zhang & X.S.Guo
- Woodsia × kansana R.E.Brooks
- Woodsia kungiana Li Bing Zhang, N.T.Lu & X.F.Gao
- Woodsia lanosa Hook.
- Woodsia macrochlaena Mett. ex Kuhn
- Woodsia macrospora C.Chr. & Maxon
- Woodsia manchuriensis Hook.
- Woodsia × maxonii R.M.Tryon
- Woodsia mexicana Fée
- Woodsia microsora Kodama
- Woodsia mollis (Kaulf.) J.Sm.
- Woodsia montevidensis Hieron.
- Woodsia neomexicana Windham
- Woodsia nikkoensis H.Ogura & Nakaike
- Woodsia oblonga Ching & S.H.Wu
- Woodsia obtusa (Spreng.) Torr.
- Woodsia okamotoi Tagawa
- Woodsia oregana D.C.Eaton
- Woodsia phillipsii Windham
- Woodsia pilosa Ching
- Woodsia pinnatifida (Fomin) Shmakov
- Woodsia plummerae Lemmon
- Woodsia polystichoides D.C.Eaton
- Woodsia pseudoilvensis Tagawa
- Woodsia pseudopolystichoid es (Fomin) Kiselev & Shmakov
- Woodsia pubescens Spreng.
- Woodsia pulchella Bertol. – rozrzutka nadobna
- Woodsia rosthorniana Diels
- Woodsia saitoana Tagawa
- Woodsia scopulina D.C.Eaton
- Woodsia shensiensis Ching
- Woodsia sinica Ching
- Woodsia subcordata Turcz.
- Woodsia subintermedia Tzvelev
- Woodsia taigischensis (Stepanov) Kuznetsov
- Woodsia × tryonis B.Boivin